# Амур (газета)
«Аму́р» — еженедельная литературная и политическая газета, выходившая в Иркутске с 1860 по 1862 годы.

## История
Газета выходила в Иркутске в 1860 году еженедельно, с 1861 года — 2 раза в неделю.
Газета основана по инициативе М. В. Петрашевского, возглавлявшего отдел местного обозрения при активном участии петрашевца Ф. Н. Львова и декабриста Д. И. Завалишина.
Редактировал газету М. В. Загоскин, с 1862 вместе с Б. А. Милютиным.
В газете велись отделы: «Распоряжения правительства по Восточной Сибири», «Иностранное обозрение», «Известия из России», «Новости науки, искусства, техники» и «Беллетристика».
Была первой частной газетой в Сибири, объединявшей местную передовую интеллигенцию. Сообщала сведения о жизни края, его нуждах. В газете доказывалась необходимость быстрейшего развития производительных сил, строительства путей сообщения, развития низшего, среднего и высшего образования, устройства местного самоуправления.
Газета разоблачала преступные действия и произвол местной администрации, выступала в защиту политических ссыльных, против высокого налогового обложения сибирского крестьянства.
Издание в 1862 году прекратилось в связи с усилением нападок на газету военного губернатора М. С. Корсакова и других чиновников местной администрации.
Сотрудники: М. Бакунин, И. И. Пиленков, С. С. Попов, М. П. Шестунов.